# Propaža svidetelja
Propaža svidetelja (Пропажа свидетеля) è un film del 1971 diretto da Vladimir Aleksandrovič Nazarov.